# Transferfönstret i Elitserien i ishockey 2011/2012

Elitserien logo

## AIK Hockey

### In
- Linus Videll från Södertälje SK
- Robert Rosén från Modo Hockey
- Tobias Viklund från Frölunda HC
- Markus Svensson från Malmö Redhawks
- Christopher Aspeqvist från Huddinge IK

### Ut
- Mattias Beck till Mora IK
- Mikael Österberg ej klart
- Rastislav Pavlikovsky ej klart
- Richard Zednik ej klart
- Johan Andersson till Timrå IK
- Tobias Ericsson till Mora IK
- Filip Olsson till Mörrums GoIS IK
- Vesa Toskala till Ilves
- Peter Nolander till Mora IK
- Christopher Heino-Lindberg till Nacka HK
- Josh MacNevin till HPK (lån)
- Kent McDonell till Rapperswil-Jona Lakers
- Markus Svensson till IK Oskarshamn (lån)

## Brynäs IF

### In
- Jesper Ollas från Leksands IF
- Ryan Gunderson från Örebro HK
- Johan Holmqvist från Frölunda HC
- Martin Johansson från Mora IK
- Mats Lavander från Luleå HF
- Daniel Widing från Djurgårdens IF

### Ut
- Dale Clarke ej klart
- Magnus Kahnberg till Frölunda HC
- Alexander Sundström till Mora IK
- Mattias Ekholm till Milwaukee Admirals
- Eero Somervuori till HIFK
- Ludvig Rensfeldt till Sarnia Sting
- Emil Sandin till Rögle BK
- Victor Berglind till Sundsvall Hockey (lån)

## Djurgårdens IF

### In
- Jonas Almtorp från Södertälje SK
- Victor Bartley från Rögle BK
- Mattias Carlsson från Södertälje SK
- Gustaf Wesslau från Springfield Falcons
- Kyle Klubertanz från Hamilton Bulldogs
- Daniel Tjärnqvist från Lokomotiv Jaroslavl

### Ut
- Oscar Eklund till Oulon Kärpät
- Stefan Ridderwall till Timrå IK
- Nichlas Falk Slutar
- Staffan Kronwall till Severstal Tjerepovets
- Mark Owuya till Toronto Marlies
- Alexander Deilert till Leksands IF
- Daniel Widing till Brynäs IF
- Mika Zibanejad till Ottawa Senators
- Nils Ekman Slutar
- Mika Hannula till Modo
- Stefan Lassen till Malmö Redhawks
- Kim Lennhammer till Almtuna IS (lån)

## Frölunda Indians

### In
- Victor Backman från Frölundas J-20
- Anton Axelsson från Timrå IK
- Jari Tolsa från Linköping HC
- Patrick von Gunten från Kloten Flyers
- Magnus Hellberg från Almtuna IS
- Magnus Kahnberg från Brynäs IF
- Pierre Johnsson från Luleå HF
- Fredrik Eriksson från Nürnberg Ice Tigers
- Linus Fernström från Enköpings SK
- Christoffer Persson från Rögle BK
- Frederik Andersen från Frederikshavn Hawks
- Mathis Olimb från Rockford IceHogs
- Viktor Svedberg från Frölundas J-20
- Fredrik Pettersson från Chicago Wolves
- Fredrik Sjöström från Färjestad BK

### Ut
- Niklas Andersson Slutar
- Andreas Karlsson Slutar
- Ville Mäntymaa till Oulun Kärpät
- John Klingberg till Jokerit
- Tobias Viklund till AIK Hockey
- Johan Holmqvist till Brynäs IF
- Tomi Kallio till Växjö Lakers
- Joakim Lundström till Timrå IK
- Oscar Hedman till Timrå IK
- Riku Hahl till Jokerit
- Jesper Mattsson till Malmö Redhawks
- Mikko Mäenpää till HC Amur Khabarovsk
- Pavel Skrbek till HC Rabat Kladno
- Dragan Umicevic till Malmö Redhawks
- Toni Koivisto till Luleå HF
- Linus Fernström till Almtuna IS (lån)
- Victor Backman till Borås HC (lån)
- Oliver Bohm till Almtuna IS (lån)

## Färjestad BK

### In
- Peter Wennerström från Bofors IK
- Johan Larsson från Bofors IK
- Joakim Hillding från Växjö Lakers
- Fredrik Pettersson-Wentzel från Almtuna IS
- Fredrik Sjöström från Toronto Maple Leafs
- Hannes Hyvönen från HIFK

### Ut
- Pelle Prestberg till Leksands IF
- Jonas Junland till Barys Astana
- Emil Kåberg till Örebro HK
- Adam Rundqvist till Sundsvall Hockey
- Henrik Björklund till Örebro HK
- Andro Michel till Örebro HK
- Dick Axelsson till Modo Hockey
- Alexander Salak till Chicago Blackhawks
- Markus Karlsson till Borås HC
- Pelle Prestberg till Leksands IF
- Mattias Sjögren till Washington Capitals
- Filip Gunnarsson till Vienna Capitals
- Peter Wennerström till Örebro HK (lån)
- Fredrik Sjöström till Frölunda HC

## HV71

### In
- Mattias Karlsson från Timrå IK
- Mats Trygg från Hamburg Freezers
- Jason Krog från Chicago Wolves
- Jesse Joensuu från New York Islanders
- Patrik Carlsson från Södertälje SK
- Tommy Kristiansen från Sparta Warriors (lån)

### Ut
- Nichlas Torp till Timrå IK
- Simon Önerud till Timrå IK
- Juuso Hietanen till Torpedo Nizjny Novgorod
- André Petersson till Ottawa Senators
- Martin Thörnberg till Torpedo Nizjny Novgorod
- Teemu Laine till HK Dinamo Minsk
- Pasi Puistola till Severstal Tjerepovets
- Kris Beech till Lukko
- Johan Björk till HK Jesenice
- Fredrik Bremberg ej klart
- Johan Gunnarsson till Troja-Ljungby (lån)
- Jesper Williamsson till Troja-Ljungby (lån)
- Johan Linnander till Troja-Ljungby (lån)

## Linköping HC

### In
- Carl Söderberg från Malmö Redhawks
- Johan Åkerman från Kölner Haie
- Pär Arlbrandt från Luleå HF
- Kalle Olsson från Västerås Hockey
- Albin Lorentzon från Örebro HK
- Robin Figren från Bridgeport Sound Tigers
- Joakim Eriksson från Södertälje SK

### Ut
- Jari Tolsa till Frölunda Indians
- Viktor Ekbom till Tappara
- Dennis Bozic till Sundsvall Hockey
- Johan Andersson till Timrå IK
- Patrik Zackrisson till Atlant Mytisjtji
- Josef Melichar till HC Pardubice
- Andreas Pihl Slutar
- Jeff Ulmer till DEG Metro Stars
- Joakim Eriksson till Espoo Blues
- Mattias Weinhandl till SKA Sankt Petersburg (lån)
- Axel Brage till Sundsvall Hockey (lån)
- Sebastian Ottosson till Tingsryds AIF (lån)
- Linus Hultström till IK Oskarshamn (lån)
- Jaroslav Hlinka till HC Plzen (lån)
- Jan Hlavac till HC Rabat Kladno (lån)

## Luleå HF

### In
- Ville Viitaluoma från HPK
- Sami Sandell från Troja-Ljungby
- Mattias Persson från Troja-Ljungby
- Lukas Kilström från Södertälje SK
- Daniel Gunnarsson från Leksands IF
- Johan Gustafsson från Västerås Hockey
- Jonas Berglund från Piteå HC
- Damien Fleury från Västerås Hockey
- Johan Harju från Norfolk Admirals
- Niclas Wallin från San Jose Sharks
- Johan Fransson från SKA Sankt Petersburg
- Toni Koivisto från Frölunda HC

### Ut
- Pär Arlbrandt till Linköping HC
- Pierre Johnsson till Frölunda HC
- Fredrik Styrman till Skellefteå AIK
- Mats Lavander till Brynäs IF
- Anders Burström Slutar
- Anders Nilsson till Bridgeport Sound Tigers
- Christian Nyman till Halmstad HF
- Karl Fabricius till HC Lev Poprad
- Lars Løkken Østli  till Storhamar Dragons
- Janne Niinimaa till Kiekko-Laser

## Modo Hockey

### In
- Thomas Pöck från Rapperswil-Jona Lakers
- Fredric Andersson från Södertälje SK
- Johan Ryno från IK Oskarshamn
- Patrik Hersley från Malmö Redhawks
- Dick Axelsson från Färjestad BK
- Jonas Ahnelöv från San Antonio Rampage
- Mikael Tellqvist från Dinamo Riga
- Freddy Meyer från Atlanta Thrashers
- Måns Krüger från Djurgården J20
- Rob Schremp från Atlanta Thrashers
- Joonas Lehtivuori från Adirondack Phantoms
- Mika Hannula från Djurgården Hockey
- Björn Svensson från HC Sierre (Try-Out)
- Mattias Ritola från Tampa Bay Lightning

### Ut
- Robert Rosén till AIK Hockey
- Byron Ritchie till SC Bern
- Jacob Blomqvist till Leksands IF
- Magnus Häggström till Rögle BK
- Daniel Josefsson till Malmö Redhawks
- Anders Eriksson ej klart
- Nicklas Dahlberg till Örebro HK
- Per Hållberg till Växjö Lakers
- Tuomas Tarkki till Neftechimik Nizjnekamsk
- Lubos Bartecko till HC Lev Poprad
- Ladislav Nagy till HC Lev Poprad
- Mattias Timander till Leksands IF
- Hannu Pikkarainen till Skellefteå AIK
- Alexander Bonsaksen till Rögle BK
- Johan Ryno till Leksands IF
- Eddie Larsson till Bofors IK
- Patrik Hersley till Sundsvall Hockey (lån)

## Skellefteå AIK

### In
- Fredrik Styrman från Luleå HF
- Marcus Sörensen från Djurgården J20
- Jan-Axel Alavaara från Grizzly Adams Wolfsburg
- Fredrik Hynning från Timrå IK
- Oscar Möller från Los Angeles Kings
- Lee Goren från SC Bern
- Bud Holloway från Manchester Monarchs
- Hannu Pikkarainen från Modo Hockey
- Tomas Skogs från Timrå IK

### Ut
- Ivan Majesky till HC Rabat Kladno
- Yared Hagos till Timrå IK
- Mikko Lehtonen till Severstal Tjerepovets
- Fredrik Warg till Dinamo Riga
- Ville Koistinen till Ilves
- Tim Erixon till New York Rangers
- Joakim Lindström till Colorado Avalanche
- Adam Larsson till New Jersey Devils
- Petter Granberg till Sundsvall Hockey (lån)

## Timrå IK

### In
- Marcus Högström från  Sundsvall Hockey
- Nichlas Torp från  HV71
- Max Friberg från  Skövde IK
- Simon Önerud från  HV71
- Johan Andersson från  Linköping HC
- Stefan Ridderwall från  Djurgården Hockey
- Mat Robinson från  Sparta Warriors
- Johan Andersson från  AIK Hockey
- Joakim Lundström från  Frölunda HC
- Oscar Hedman från  Frölunda HC
- Yared Hagos från  Skellefteå AIK
- Petr Vampola från Avangard Omsk
- Jonathan Hedström från  Asplöven HC
- Pierre Hedin från  Södertälje SK
- Fredrik Bremberg från  HV71
- Johan Motin från  Oklahoma City Barons

### Ut
- Pär Styf Slutar
- Anton Axelsson till Frölunda HC
- Mattias Karlsson till HV71
- Gabriel Karlsson till Leksands IF
- Sebastian Erixon till Vancouver Canucks
- Fredrik Sonntag till Södertälje SK
- Anton Lander till Edmonton Oilers
- Magnus Åkerlund till Borås HC
- Fredrik Hynning till Skellefteå AIK
- Kim Hirschovits till HIFK
- Mikko Jokela till HIFK
- Tomas Skogs till Skellefteå AIK
- Björn Svensson till Eisbären Berlin
- Jamie Lundmark till Dinamo Riga
- Mika Viinanen till TPS
- Petr Vampola till HC Genève-Servette

## Växjö Lakers

### In
- Dennis Rasmussen från Västerås Hockey
- Mikael Eriksson från Bofors IK
- Tomi Kallio från Frölunda HC
- Brad Moran från Oklahoma City Barons
- Jan Urbas från Malmö Redhawks
- Ilkka Heikkinen från HC Sibir Novosibirsk
- Liam Reddox från Edmonton Oilers
- Per Hållberg från Modo Hockey
- Mike Iggulden från SCL Tigers
- Mitja Robar från HK Jesenice
- Martin Gerber från Oklahoma City Barons
- Jonas Holøs från Lake Erie Monsters

### Ut
- David Lundbohm till Västerås Hockey
- Christoffer Bengtsberg till Mora IK
- Joakim Hillding till Färjestad BK
- Nicklas Rahm Slutar
- David Laudius till Tingsryd AIF
- Dustin Johner till Tingsryd AIF
- Christian Magnusson till Karlskrona HK
- Joakim Larsson till Skövde IK
- Karol Krizan till Ritten/Renon
- Mitja Robar till Lukko